# Ԍ
Ԍ, ԍ или Коми Сь е буква от Молодцовската азбука, която е модификация на кирилицата. Използвана е през 1920-те 20 век в коми езика. Буквата представлява модификация на кирилското С като към него е добавено допълнително чертичка, обозначаваща палатализация (онебняване). Формата ѝ наподобява латинската буква G. Обозначава беззвучнaта венечно-небна шипяща съгласна [ɕ], [сь].